# Marko Pomerants
Marko Pomerants (ur. 24 września 1964 w Tamsalu) – estoński urzędnik i polityk, minister spraw społecznych w latach 2003–2005, minister spraw wewnętrznych od 2009 do 2011, minister środowiska od 2015 do 2017.

## Życiorys
W 1989 ukończył studia geologiczne na Uniwersytecie w Tartu, a w 2002 studia w zakresie administracji publicznej na tej samej uczelni.
Pracował jako zastępca naczelnika Zarządu Ochrony Przyrody w Rakvere. Od 1990 był zatrudniony w administracji prowincji Lääne Viru, gdzie w latach 1990–1994 pełnił funkcję szefa wydziału środowiska, a w latach 1994–1995 naczelnika Służby Ochrony Przyrody. Od 1995 do 2003 zajmował stanowisko gubernatora prowincji.
Od 2002 należał do partii Res Publica, z ramienia której rok później został wybrany do Riigikogu X kadencji. W tym samym roku objął stanowisko ministra spraw socjalnych w rządzie Juhana Partsa. W 2005 odszedł z rządu i powrócił do pracy w parlamencie. Dwa lata później uzyskał reelekcję i znalazł się w Riigikogu XI kadencji jako kandydat Isamaa ja Res Publica Liit.
W czerwcu 2009 objął urząd ministra spraw wewnętrznych w rządzie Andrusa Ansipa. Funkcję tę pełnił do kwietnia 2011, wcześniej w tym samym roku został wybrany do Zgromadzenia Państwowego XII kadencji. Mandat poselski utrzymał również w 2015.
W kwietniu 2015 powrócił do administracji rządowej jako minister środowiska w drugim rządzie Taaviego Rõivasa. Pozostał na tej funkcji również w utworzonym w listopadzie 2016 rządzie Jüriego Ratasa. Zakończył urzędowanie w czerwcu 2017.